# Bird Island (miasto)
Bird Island – miasto w Stanach Zjednoczonych, w stanie Minnesota, w hrabstwie Renville.